# أوخوس ديل سالادو
أوخوس ديل سالادو (بالإسبانية: Nevado Ojos del Salado) هو بركان طبقي هائل في جبال الأنديز على الحدود بين الأرجنتين وتشيلي وأعلى بركان نشط في العالم وبارتفاع 6,893 متر (22,615 قدم). بل هو أيضا ثاني أعلى جبل في نصف الأرض الغربي ونصف الأرض الجنوبي والأعلى في تشيلي ويقع حوالي 600 كم (370 ميل) شمال جبل أكونكاغوا ، وهو أعلى جبل في نصف الكرة الغربي بارتفاع 6962 متر (22,841 قدم).
نظرا لموقعه بالقرب من صحراء أتاكاما، يمتلك الجبل ظروف جافة جدا مع ثلوج عادة ما تبقى فقط على ذروتها خلال فصل الشتاء، على الرغم من العواصف الشديدة يمكن أن تغطي المنطقة المحيطة بها مع بضعة أقدام من الثلوج حتى في فصل الصيف. على الرغم من الظروف الجافة عموما، هناك بحيرة بركانية دائمة حوالي 100 متر (330 قدم) وقطرها على ارتفاع 6390 متر (20960 قدم) على الجانب الشرقي من الجبل. وهذا هو الأرجح أعلى بحيرة من أي نوع في العالم.